# 10 Brygada Kawalerii (austro-węgierska)
10 Brygada Kawalerii (niem. 10. Kavalleriebrigade, 10. KBrig.) – brygada kawalerii cesarskiej i królewskiej Armii.

## Historia brygady
Brygada Kawalerii w Brnie (niem. Brünn) wchodziła w skład 4 Dywizji Piechoty. W 1876 roku została przemianowana na 10 Brygadę Kawalerii.
W 1888 roku brygada została włączona w skład nowo utworzonej Dywizji Kawalerii w Wiedniu, która w 1912 roku została przemianowana na 3 Dywizję Kawalerii. W 1889 roku komenda brygady została przeniesiona z Brna do Wiednia.
W 1889 roku w skład brygady wchodził:
- 3 Pułk Dragonów,
- 6 Pułk Dragonów,
- 7 Pułk Dragonów[2].

W następnym roku 7 Pułk Dragonów został podporządkowany komendantowi 8 Brygady Kawalerii w Pradze.
W latach 1890–1892 w skład brygady wchodził:
- 3 Pułk Dragonów,
- 6 Pułk Dragonów,
- 13 Pułk Dragonów[4].

W 1899 roku w skład brygady wchodził:
- 4 Pułk Dragonów,
- 15 Pułk Huzarów[5].

W 1903 roku zmieniono pisownię formacji z „Cavallerie” na „Kavallerie” co wiązało się ze zmianą nazwy brygady na „10. Kavalleriebrigade”.
W 1904 roku w skład brygady wchodził:
- 5 Pułk Dragonów,
- 3 Pułk Ułanów[7].

W 1909 roku w skład brygady wchodził:
- 6 Pułk Dragonów,
- 7 Pułk Ułanów[8].

W sierpniu 1914 roku w skład brygady wchodził:
- 3 Pułk Dragonów: 6 szwadronów.
- 7 Pułk Ułanów: 6 szwadronów.
- Oddział ckm[9].

## Komendanci brygady
- GM Karl von Bernd ( – 1 III 1876 → stan spoczynku)
- płk / GM Victor von Ramberg (1876 – 1881 → komendant 27 Dywizji Piechoty)
- GM / FML Karl Krenosz (1881 – 1885 → komendant Dywizji Kawalerii we Lwowie)
- GM Alexander von Hügel (1885 – 1889 → komendant 24 Dywizji Piechoty)
- GM Wilhelm Bothmer (1889 – 1890 → komendant 17 Brygady Kawalerii)
- płk / GM Johann Bordolo von Boreo (1890 – )

- płk Ernst von Poten (1899)
- GM arcyksiążę Franciszek Salwator Toskański (1904 – 1905)
- GM Karl Georg Huyn (1905 – 1907 → komendant 17 Brygady Kawalerii)
- GM Karl von Kirchbach auf Lauterbach(inne języki) (1907 – 1909 → komendant Dywizji Kawalerii Temeszwar)
- płk / GM Artur Szontágh (1909 – 1 XI 1913 → urlopowany)
- płk / GM Artur Hilvety (1913 – 1 X 1914 → urlopowany)
- płk Friedrich von Cnobloch (1914 – 1915)
- płk Alexander Szivó de Bunya (1916)